# Further Conversations with Myself
Further Conversations With Myself est un album du pianiste de jazz Bill Evans paru en 1967.

## Historique
Cet album, produit par Helen Keane, a été initialement publié en 1967 par Verve Records (V/V6 8727). Il a été enregistré au studio Webster Hall à New York le 9 août 1967. L'ingénieur du son était Ray Hall.
C'est le second album en overdubbing enregistré par Evans. Le premier était Conversations with Myself (Verve Records, 1963). Le troisième et dernier sera New Conversations (Warner Bros, 1978)

## Titres de l’album
| No | Titre                         | Auteur                                | Durée |
| -- | ----------------------------- | ------------------------------------- | ----- |
| 1. | Emily                         | Johnny Mandel, Johnny Mercer          | 4:56  |
| 2. | Yesterdays                    | Jerome Kern, Otto Harbach             | 3:51  |
| 3. | Santa Claus Is Coming to Town | J. Fred Coots, Haven Gillespie        | 3:48  |
| 4. | Funny Man                     | Bill Evans                            | 3:45  |
| 5. | The Shadow of Your Smile      | Johnny Mandel, Paul Francis Webster   | 8:04  |
| 6. | Little Lulu                   | Buddy Kaye, Sidney Lippman, Fred Wise | 2:52  |
| 7. | Quiet Now                     | Denny Zeitlin (en)                    | 7:53  |

## Personnel
- Bill Evans : piano en re-recording (2 pistes)